# Composition de réthorique
Composition de réthorique è un libro stampato a Lione nel 1601 dall'attore Tristano Martinelli, il primo Arlecchino della Commedia dell'arte.
Il suo titolo completo è Compositions de rhétorique de m. don Arlequin, comicorum de civitatis Novalensis, corrigidor de la bonna langua francese et latina, condutier de comediens, connestabile de messieurs le badaux de Paris, et capital ennemi de tut les laquais inventeurs desrobber chapiaux, senza luogo né data, ma indicato come "imprimé de là le bout du monde", traducibile come "stampato all'inferno", ma coincidente col nome della zona di Lione che era sede degli stampatori.
Il libro è singolare, in quanto contiene una settantina di pagine per la maggior parte bianche, e alcune incisioni di Arlecchino e altri personaggi della commedia dell'arte, opera dello stesso Martinelli. Era un vero e proprio scherzo "arlecchinesco" dedicato a Maria de' Medici, novella sposa del re di Francia Enrico IV.
Il poco testo è costituito dai versi che commentano le varie immagini; come il titolo, è un misto comico di latino, francese, italiano e spagnolo.
Ne esiste probabilmente una sola copia, conservata alla Biblioteca nazionale di Francia a Parigi.